# Museo archeologico e della vite e del vino
Il museo archeologico e delle vite e del vino è un museo situato nel centro storico di Scansano, nella provincia di Grosseto.
Il complesso museale è stato allestito tra il 2000 e il 2001 all'interno del palazzo Pretorio di Scansano e riunisce i due allestimenti dedicati all'etnografia e all'archeologia: il museo della vite e del vino, inaugurato nel giugno 2000, e il museo archeologico, aperto nel marzo 2001.

## Museo archeologico
Il museo archeologico è stato inaugurato nel marzo 2001 ed ha come scopo quello di offrire una panoramica sulla storia della presenza umana nell'età antica nella media valle dell'Albegna. I reperti esposti sono da ricondurre principalmente alle aree archeologiche maggiormente studiate e scavate a partire dal 1999, come l'insediamento etrusco di Ghiaccio Forte e quello romano dell'Aia Nova.
Il sito di Ghiaccio Forte fu scoperto per la prima volta nel 1970 dal gruppo archeologico guidato da Zelindo Biagiotti; le indagini iniziarono nel 1972, condotte da Anna Talocchini della Soprintendenza archeologica della Toscana, assistita in un primo momento da Mario Del Chiaro dell'Università di Santa Barbara (California). La prima importante campagna di scavo (1979-1981) riportò alla luce numerose reperti che vennero così restaurati in parte da Paola Redini della Soprintendenza e in parte dal Comune di Scansano. Nel 1981, contemporaneamente agli scavi a Ghiaccio Forte, fu rinvenuta una villa romana riutilizzata nel III secolo d.C. in località Civitella, mentre nel 1985, a Scrina di Porco, riemersero alcuni resti di un'antica fattoria. Un'altra importante campagna di scavi, tuttavia, fu effettuata negli anni tra il 1987 e il 1990, ad opera di Mario Del Chiaro, nella località di Aia Nova: ciò permise di riportare alla luce una grande villa produttiva romana, interessante per la presenza di un impianto termale e di alcune decorazioni sui pavimenti e le pareti. Dopo una lunga pausa negli anni novanta, il 1999 segnò la ripresa degli interventi di restauro e di nuove campagne archeologiche: prima fu scoperta nella località di Poderuccio a Poggioferro una necropoli medievale, dopodiché, negli anni tra il 1999 e il 2002, furono effettuati nuovi scavi presso Ghiaccio Forte diretti da Marco Firmati.
Il museo espone tutti i reperti rinvenuti in queste località: vi sono calici, olle, ciotole e altri corredi da simposio; una ciotola del IV secolo a.C. che reca l'iscrizione «statie» sul bordo; alcuni proiettili da fionda (ghiande). I pezzi più interessanti provengono dal deposito votivo del santuario di Ghiaccio Forte (VII secolo a.C.), prima della costruzione dell'insediamento fortificato: una collezione di teste votive e soprattutto una statuetta raffigurante un vendemmiatore che impugna una roncola nella mano destra. Costantemente arricchito di nuovi contenuti sulle più recenti ricerche, il percorso offre un quadro aggiornato degli studi archeologici con una particolare attenzione a quelle più recenti, che descrivono un'economia antica fortemente legata alla produzione e al commercio del vino. Il lavoro congiunto del museo, della Soprintendenza per i beni archeologici della Toscana e dell'università di Siena rivela che già nell'antichità nella valle dell'Albegna si era affermata una complessa filiera per lo sfruttamento vinicolo, che trova straordinaria corrispondenza con l'odierna produzione del Morellino di Scansano e delle altre pregevoli DOCG della valle. La ricerca archeologica e genetica avviata pochi anni fa lungo le sponde del fiume e dei suoi affluenti testimonia la sopravvivenza di viti apparentemente selvatiche, ma domesticate in antico, che in questo paesaggio preservato dalla rarefatta presenza umana, dal medioevo a oggi, sembra rimandare ai periodi di intensa attività vitivinicola d'età etrusca e romana.

## Museo della vite e del vino
Il museo della vite e del vino è stato inaugurato nel giugno 2000 ed è suddiviso in cinque aree: area storica (archeologia del vino); area della produzione; area del ciclo della vite e del vino; area delle tradizioni (laboratorio del gusto); area dell'informazione.
Il museo si propone di documentare ed approfondire l'evoluzione della tradizione del vino in Maremma, in particolare riferimento all'area di Scansano, noto in tutta Italia per la produzione del vino DOCG Morellino. La prima sezione si ricollega al museo archeologico illustrando le modalità di coltivazione e lavorazione dell'uva, con conseguente produzione del vino, nell'antichità sin dai tempi degli etruschi. Sono esposti poi i vecchi oggetti tradizionali, come il bastone degli asini che trasportavano i "bigonzi" d'uva dalle vigne alle cantine, e viene posta particolare attenzione anche all'aspetto estetico delle trame dei vigneti che si snodano sulle colline di Scansano. Infine, vengono illustrati e mostrati alcuni vini della bassa Maremma: Morellino, Parrina, Ansonica, Bianco di Pitigliano, Capalbio e Sovana.
All'interno del museo è stato anche allestito uno spazio per la degustazione dei vini e dei prodotti locali forniti dalle aziende dell'associazione "Strade del vino e dei sapori Colli di Maremma".

## Edificio
Entrambi i musei sono ospitati all'interno dell'antico Palazzo Pretorio di Scansano, in piazza del Pretorio. Risalente al XV secolo, era il palazzetto civico del comune di Scansano e mantiene ancora oggi l'aspetto originario con forme semplici e squadrate e le finestre incorniciate in pietra serena. Nel XIX secolo fu anche utilizzato come prigione e, soprattutto, come vice-sede della provincia di Grosseto, quando tutte le istituzioni si trasferivano a Scansano per l'estatatura.